# Lentille à gradient d'indice
 (juin 2025).
Si vous disposez d'ouvrages ou d'articles de référence ou si vous connaissez des sites web de qualité traitant du thème abordé ici, merci de compléter l'article en donnant les références utiles à sa vérifiabilité et en les liant à la section « Notes et références ».
Une lentille à gradient d'indice, aussi appelée lentille de Lüneberg, est un type de lentille dont le matériau est un verre à gradient d'indice, c'est-à-dire que l'indice de réfraction du verre est fonction de la position dans ce verre. Les propriétés de ces lentilles les rendent très utiles dans des domaines tels que les télécommunications pour le couplage d'un faisceau lumineux dans une fibre optique, ou tels que l'imagerie pour leur capacité à corriger les aberrations.

## Historique
Les verres à gradients d'indice sont des verres exploitant la propagation de la lumière dans un milieu d'indice variable. En 1854, James Clerk Maxwell invente la « lentille Fisheye » en réponse à un problème de l'Irish Academy demandant l'indice de réfraction d'un matériau permettant une image parfaite. Cette lentille théorique possède un indice de la forme {\displaystyle n(r)={\tfrac {2}{1+(r/R)^{2}}}} où n est l'indice de réfraction du verre en un point de la lentille sphérique et R le rayon de cette lentille. Une généralisation de cette lentille sphérique fut proposée en 1966 par Luneburg, utilisant un profil d'indice différent. En 1905, Wood développe une lentille constituée d'une lame à face parallèle dont l'indice varie paraboliquement, l'extremum de l'indice se situant sur l'axe de révolution du composant. La lentille de Wood permet de focaliser ou faire diverger des rayons tout comme une lentille usuelle,.

Représentation schématique d'une lentille de Wood

C'est depuis 1970 environ que la technique de fabrication de verre a permis de développer, qualifier et usiner des verres à gradient d'indice. Deux principaux types d'utilisation pour les verres à gradient d'indice sont pour les télécommunications avec les fibres optiques, et pour l'imagerie avec des lentilles usinées dans un matériau à gradient. On distingue  généralement trois types de gradients : 
- les gradients sphériques;
- les gradients cylindriques;
- les gradients axiaux[4].

## Fabrication
Plusieurs techniques sont possibles pour développer un verre à gradient d'indice :
- L'irradiation neutronique consiste à bombarder de neutron un verre riche en bore comme les borosilicates type BK7, créant le gradient d'indice. Cette technique pose plusieurs problèmes car le verre reste faiblement radioactif quelques instants après irradiation, le gradient est parfois non permanent et son profil assez peu maîtrisé. Par ailleurs le nombre de neutrons nécessaire au bombardement est très grand pour un gradient assez peu profond (de l'ordre de 0,1 pour ?n de l'ordre de 0,02).

- Le dépôt chimique en phase vapeur forme des gradients d'indice par la superposition successive de couches de verres d'indices proches, aboutissant à des fragments de verres de presque 2 de diamètre. Cette méthode est souvent employée pour fabriquer des fibres optiques[4] en étirant le verre pour en faire une fibre. Cette technique n'est pas utilisable pour des gradients macroscopiques et l'on obtient en général des gradients de l'ordre de 0,1 de profondeur et d'amplitude 0,01.

- Pour des gradients sur de grandes lentilles il est possible de faire partiellement polymériser un plastique grâce à un faisceau de lumière UV.

- Échange ionique

- Dopage ionique

- Croissance cristalline

- Superposition de couches de verre

## Applications

### Militaires
Les lentilles à gradient d'indice sont utilisées dans le monde militaire afin d'augmenter la signature radar d'engin volant furtif devant être détectés (par exemple lors de vol dans l'espace aérien civil), ou sur un leurre, afin de lui donner une signature qui ressemble à un avion de chasse ou un bombardier.
On retrouve ce type de lentilles sur (liste non-exhaustive) :
- F-22
- F-35
- F-117
- ADM-160